# Asuncion (Insel)
Asuncion (englisch Asuncion Island, cham. Assongsong) ist eine kleine, unbewohnte Vulkaninsel im Pazifischen Ozean. Sie gehört geographisch zur Inselgruppe der Marianen und politisch zum Commonwealth der Nördlichen Marianen.

## Geographie und Geschichte
Asuncion liegt 37 Kilometer südöstlich der Maug Islands und etwa 100 Kilometer nördlich der Insel Agrigan. Von Saipan, der Hauptinsel der Nördlichen Marianen, ist sie gut 600 km entfernt. Die 3,3 Kilometer lange und etwa 3 Kilometer breite, elliptisch geformte Insel weist eine Fläche von 7,9 km² auf. Asuncion wird vom gleichnamigen Stratovulkan gebildet, der sich bis zu 857 Metern aus dem Meer erhebt und im Jahr 1906 seinen letzten registrierten Ausbruch hatte.
Aus europäischer Sicht wurde Asuncion 1669 vom spanischen Missionar Diego Luis de Sanvitores entdeckt. Wie die Maug-Inseln war auch Asuncion bis 1695 von Chamorros bewohnt, ehe die Bevölkerung zunächst nach Saipan, später nach Guam deportiert wurde. 
Von 1899 bis 1918 war die Insel, wie alle nördlichen Marianen, ein Teil der Kolonie Deutsch-Neuguinea. 1903 wurde die Insel an ein japanisches Unternehmen verpachtet. Es wurden Vögel gejagt, deren Federn über Japan nach Paris exportiert und dort zu Hutfedern verarbeitet wurden. 1910 starben sechs japanische Vogeljäger auf der Insel an einer Krankheit.
Die Insel ist stark von verwilderten Kulturpflanzen wie Kokospalmen, Schraubenbäumen (Pandanus) oder Papaya bewachsen, daneben finden sich einheimische Pisonia-Bäume. In der Verfassung des Commonwealth der Nördlichen Marianen ist der Status der Insel als unbewohntes Gebiet, das dem Schutz und dem Erhalt der natürlichen Ressourcen dienen soll, festgeschrieben. Seit 2009 ist die Insel Teil des Maraianas Trench Marine National Monument der Vereinigten Staaten.